# Halva
För andra betydelser, se Halva (olika betydelser).
Halva ([ˈhæl.vā], även kallad bland annat helva, halvah eller halwa) är ett samlingsnamn för en grupp konfektyrer som finns vida spridda i Mellanöstern, Sydasien, Medelhavsområdet och Balkan. De finns i många olika varianter och smaker. Halva-konfektyrers ursprung går tillbaka till Persiska riket. Det de har gemensamt är att de består av en söt massa som tillagas av en huvudingrediens, till exempel en slags frö, mjöl eller gryn, tillsammans med matfett, sockerlag och aromämne. Matfett utesluts ofta när huvudingrediensen själv innehåller fett. Konsistensen kan vara fast och smulig eller mjuk och utbredbar. Färgen brukar skifta mellan beige och brun. Beroende på konsistensen kan halvan antigen skäras i små munsbitar, bredas mellan skivor av rån som wafers, ätas med en liten sked eller bredas på bröd som smörgåspålägg.

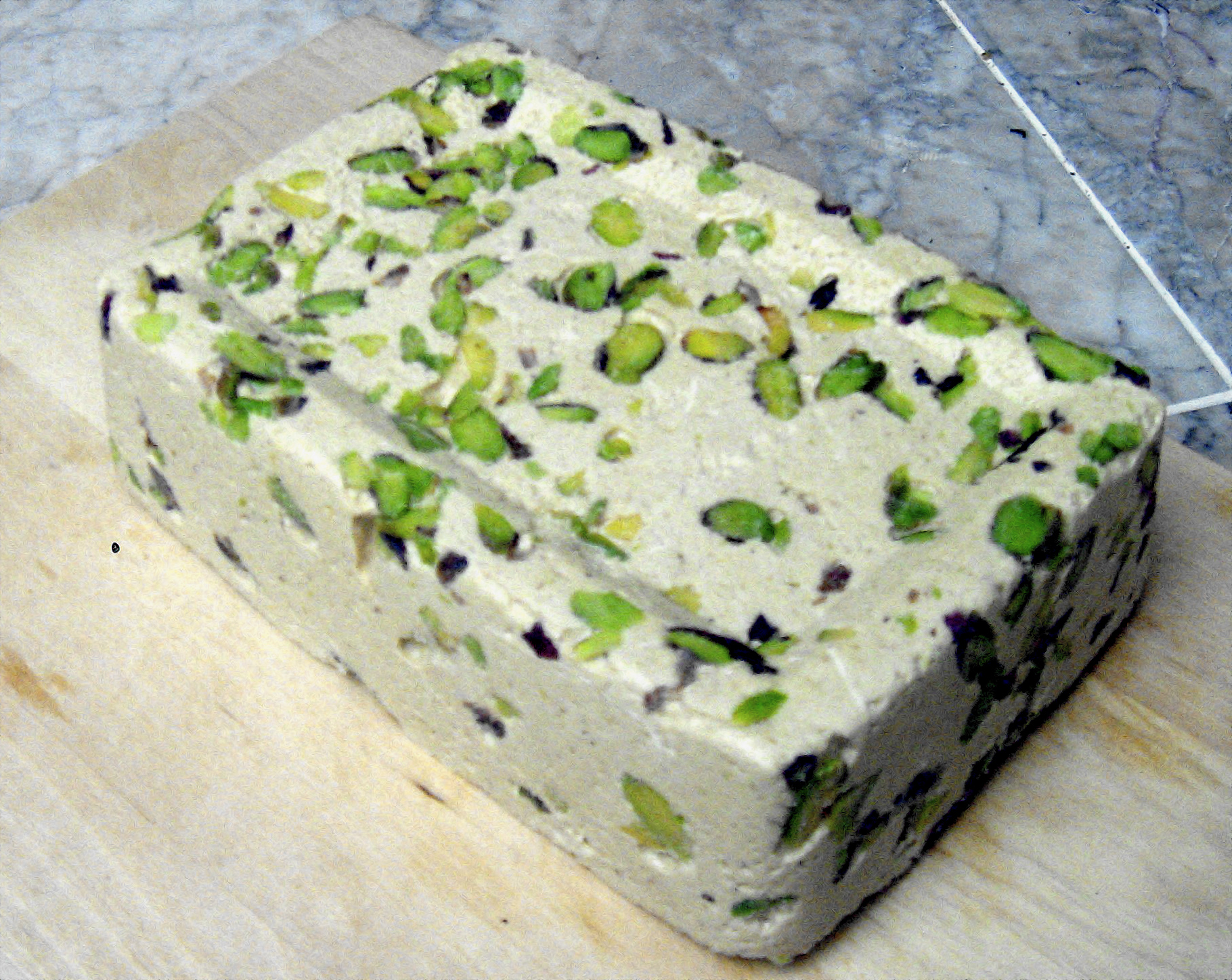
Sesam-halva i pistaschsmak.

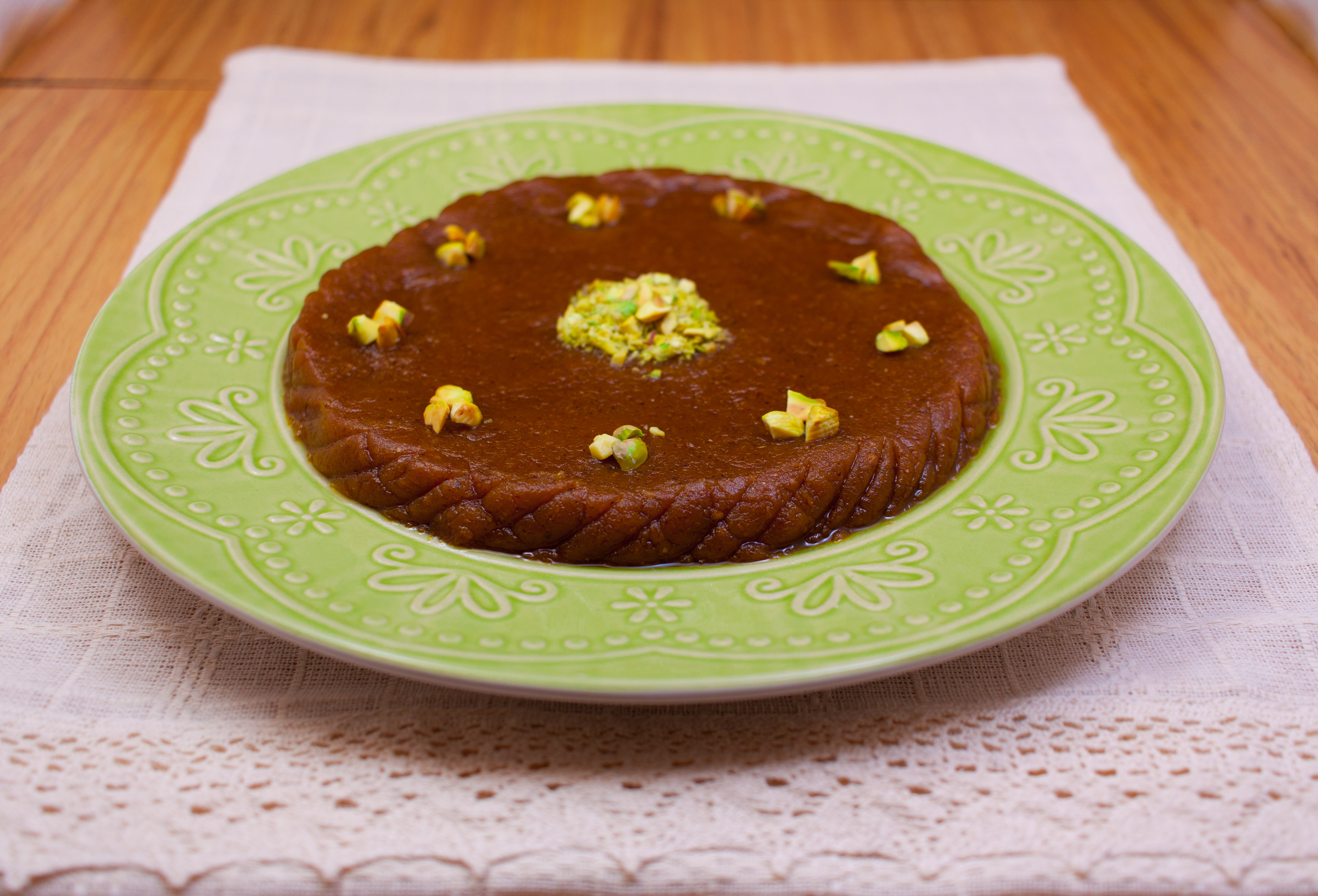
Vetemjöl-halva

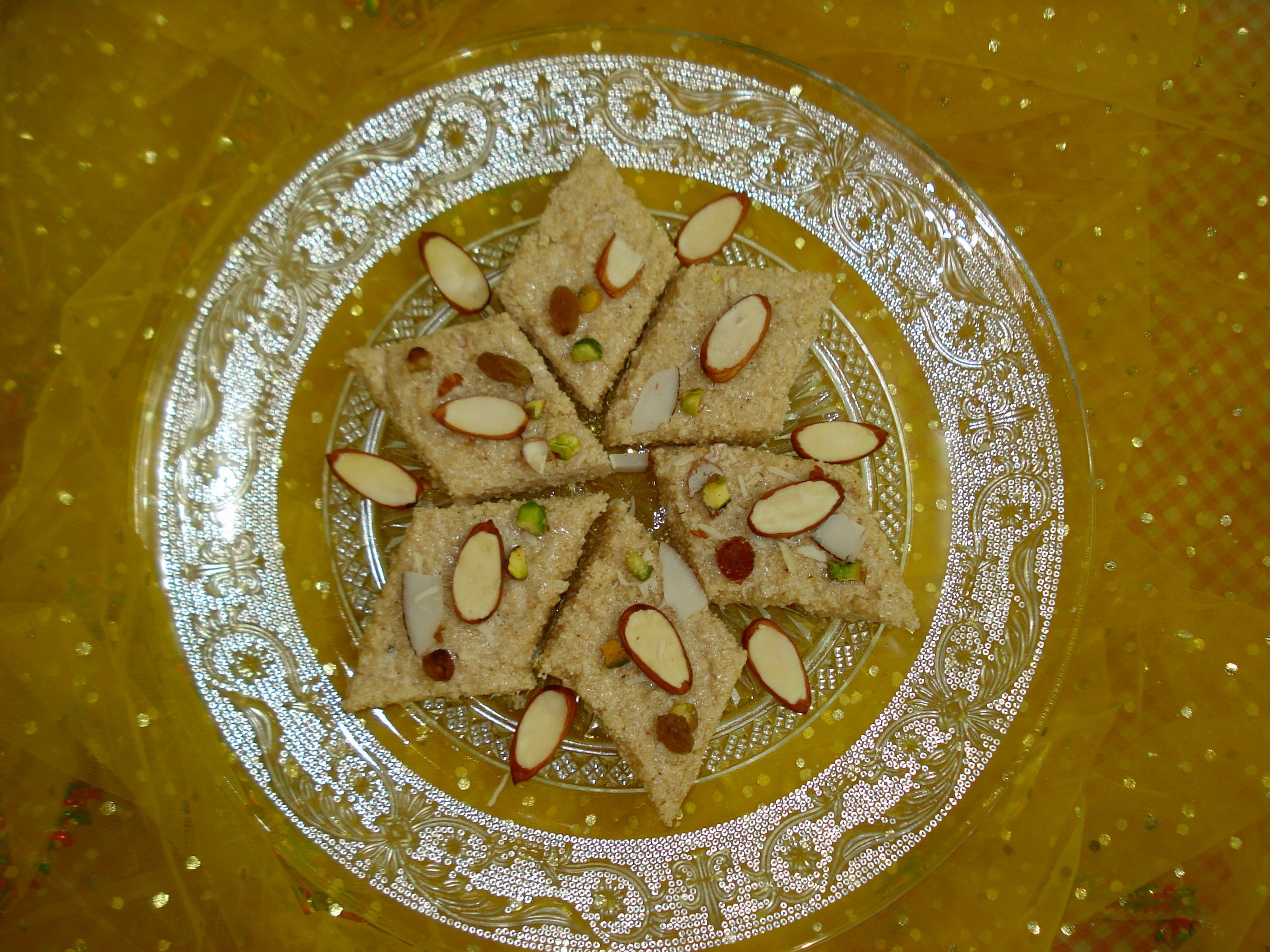
Mannagryn-halva

I de flesta länder där halva-konfektyrer är populära används ordet halva som ett paraplybegrepp, och särskiljs med huvudingrediensen: sesam-halva eller vetemjöl-halva. I en del länder avses i första hand en specifik konfektyr; i Grekland mannagryn-halva och i Israel sesam-halva.
De tre populäraste och mest utspridda halva-sorterna är de som baseras på sesampasta (tahini), vetemjöl och mannagryn (semolina). I Sverige säljs nästan bara halva gjord på sesam, så kallad tahini-halva, som brukar finnas i smakerna pistasch, vanilj eller kakao. De är ofta importerade från Libanon eller Turkiet och finns i mjuk eller fast konsistens.

## Etymologi
Ordet halva kan härleddas till arabiskans حلوى, romaniserad: ḥalwā, med betydelsen "sötsak" från roten ح ل و, romaniserad: ḥ-l-w, med betydelsen "söt". Halva var arabernas samlingsnamn för en grupp persiska 600-tals-konfektyrer som hette روغن خورديگ, romaniserat: rōγn xwardīg, 'fett ätbart' på persiska.
Med tiden blev halva namnet för konfektyrer lika dagens och spreds i den muslimska  världen och de omgivande regionerna. Ordet finns idag i en lång rad språk till exempel persiska (halwa, حلوا), arabiska (halawi, حَلاوَة), sanskrit (halava), hindi (halwa, हलवा), ryska (halva, xалва), grekiska (chalvás, χαλβάς), hebreiska (halvah), somaliska (halwo) och turkiska (helva).

## Historia
Under sasanidiska eran i Persiska riket fanns det ett stort antal konfektyrer, bakelser och efterrätter. När araberna, folket som levde på arabiska halvön på den tiden, erövrade landet under den islamiska expansionen på 600-talet kom de i kontakt med dessa. En sorts konfektyrer som hette rōγn xwardīg på persiska fick namnet ḥalwā av araberna.
Med tiden började även iranier att  använda ordet halva. På 800-talet användes termen om en grupp konfektyrer, som inkluderade dagens halvasorter av sesam, vetemjöl och mannagryn. Flera av de persiska recepten från 800-talet som fanns nedskrivna samlades i den arabiska 1200-talsboken Kitab al-Tabikh ("Boken om rätter"), samt i en anonym kokbok från moriska Spanien under samma era. Efter 1400-talet adopterades halva av de osmanska turkarna och spreds över hela deras imperium.
Halva-konfektyrer har persiskt ursprung men vissa tror felaktigen att de är av arabiskt ursprung, eftersom ordet halva kommer från arabiska, eller att de är av turkisk ursprung, eftersom turkarna introducerade halva i flera länder inom sitt rike. Halva av olika sorter finns idag i många olika länder, från Syd- och Centralasien i väster till Nordafrika, Medelhavsregionen och Balkan i öster. Sesam-halva finns även i Västeuropa och Nordamerika där den är populär bland minoriteter.

## Varianter (urval)

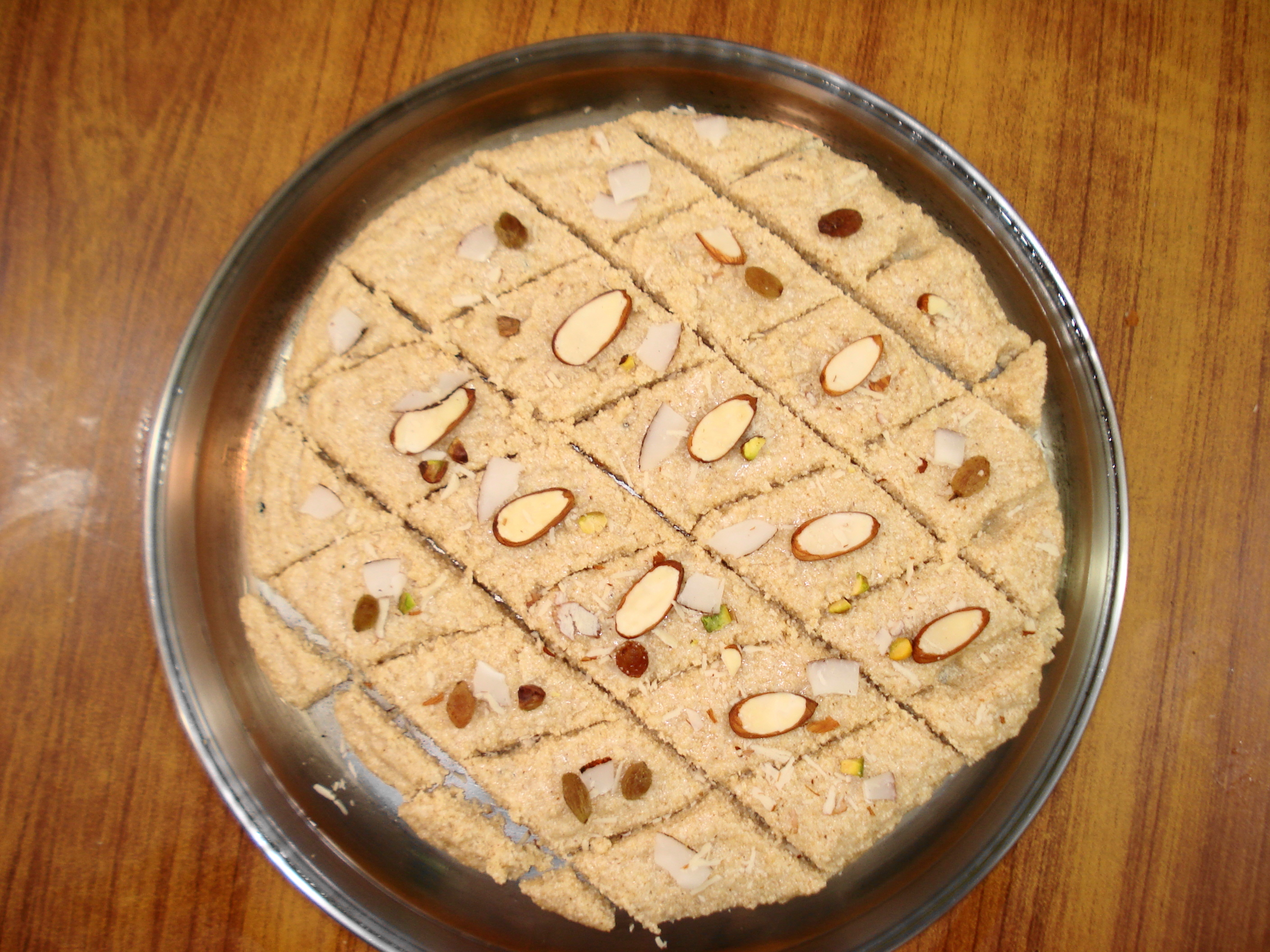
Indinsk mannagryn-halva.

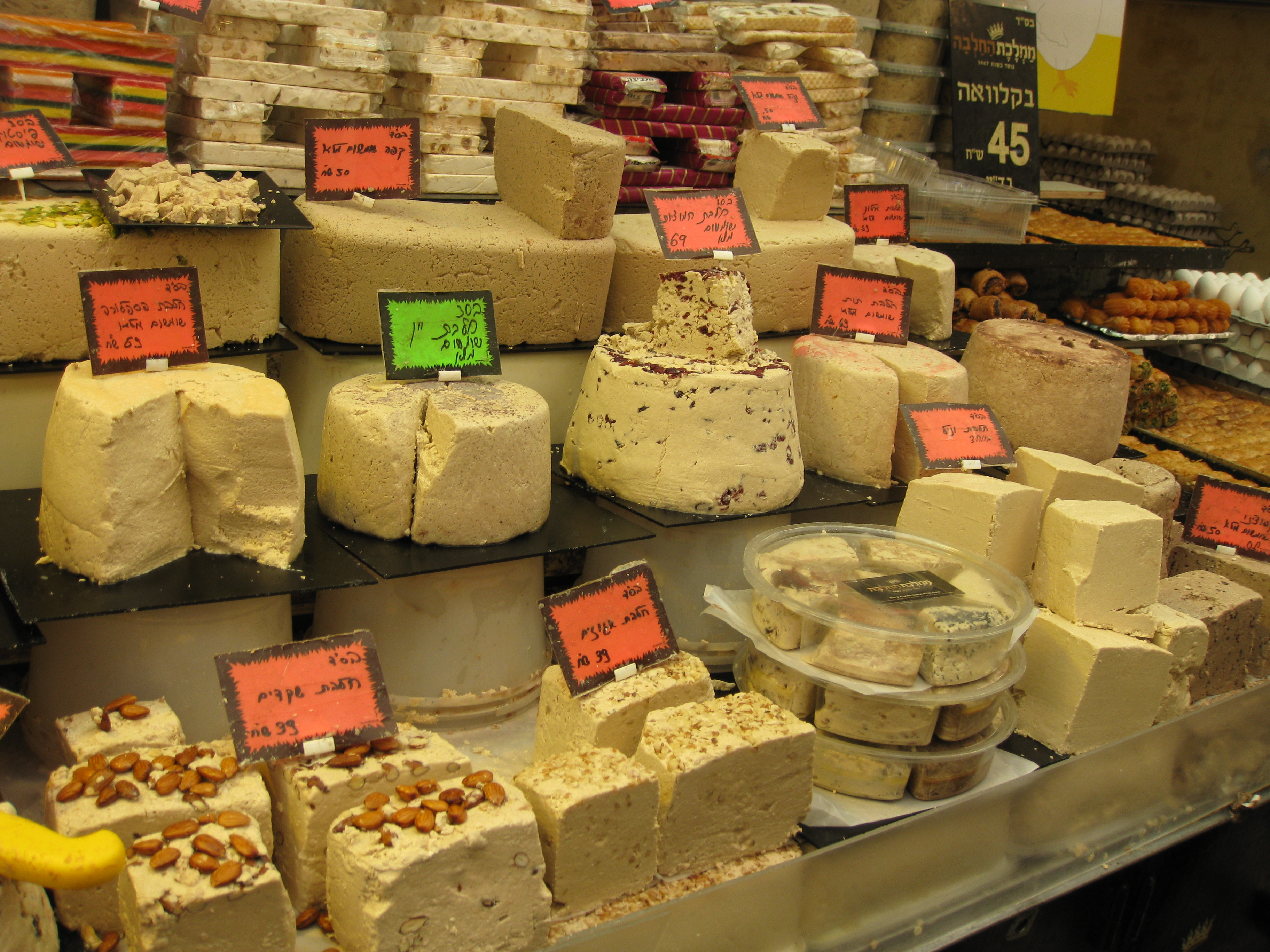
Sesam-halva i olika smaker i Israel.

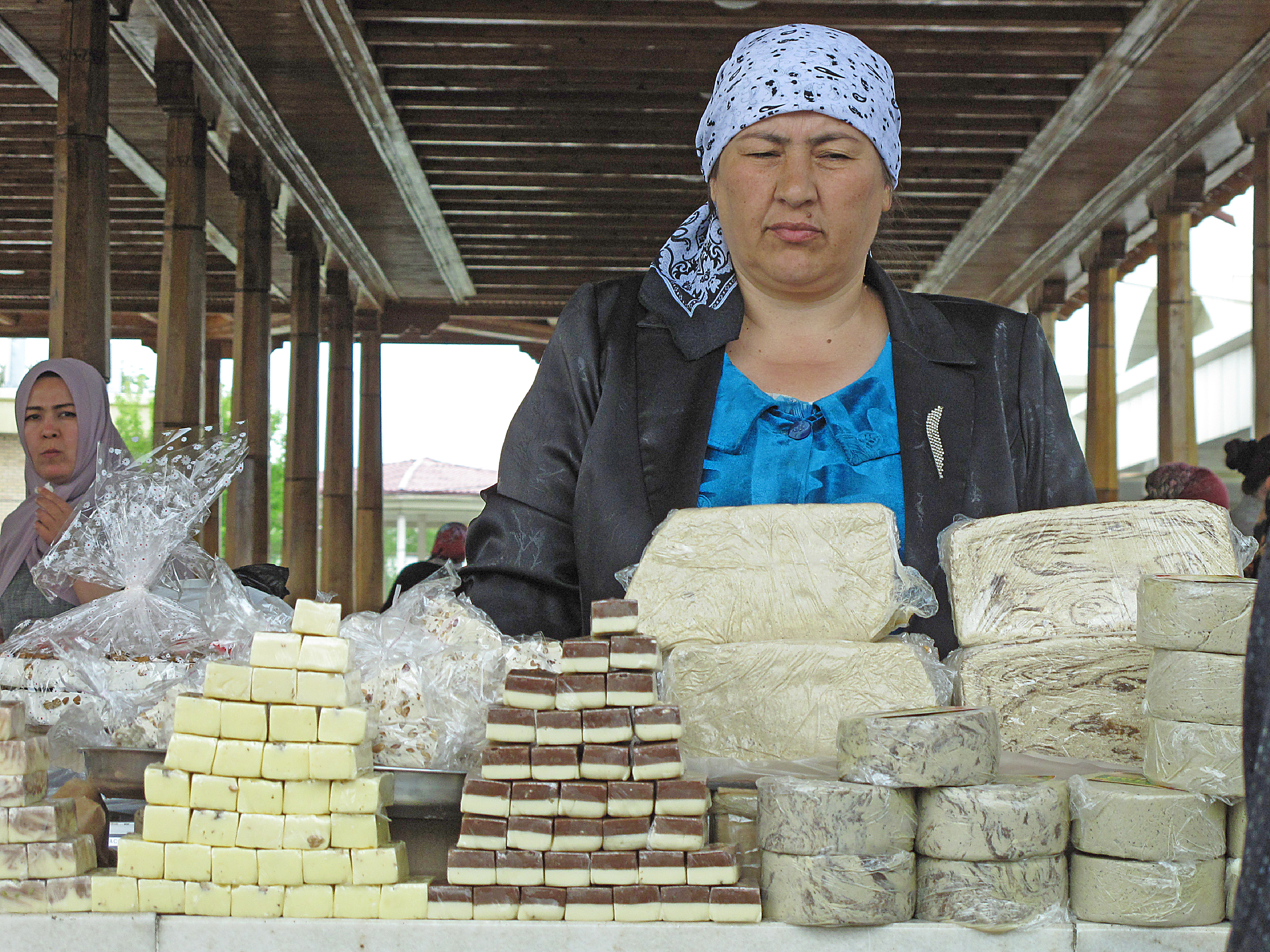
Olika halva-sorter i Uzbekistan, halva-vadd andra stapeln från höger.

Ett urval av halva-sorter som baseras på:
- Frö
  - Sesamfrö
  - Solrosfrö
- Spannmål
  - Vetemjöl
  - Rismjöl
  - Kikärtsmjöl
  - Mannagryn
- Spunnen halva
  - Halva-vadd på vetemjöl
  - Halva-vadd på kikärtsmjöl
- Nötter
  - Jordnöt
  - Cashewnöt
- Frukt
  - Dadel
  - Mango
- Grönsaker
  - Morot

Beskrivning av de listade halva-sorterna:

### Sesam-halva
Sesam-halva, även kallad tahini-halva, är den mest spridda halva-sorten och finns i de flesta länder där halva finns. Den finns i många olika smaker och konsistenser. Färgen brukar vara beige, förutom när den är i kakaosmak. Sesam-halva görs på sesampasta (tahini), sockerlag och smakämnen. Sesampastan blandas med en dryg sockerlag som har värmts upp till 121 °C. Sockerlagen kan bytas mot honung, glukos eller lönnsirap. Smaksättningar som till exempel pistage, mandel, vanilj, apelsin, kakao, choklad eller kaffe kan tillsättas. Beroende på region kan även andra ingredienser ingå i en sesam-halva till exempel i sällsynta fall finns även vetemjöl i receptet. Mjölet rostas i matfett innan sesampasta och sockerlag tillsätts. Blandningen hälls i en form och trycks ihop med baksidan av en sked och får kallna.

### Solrosfrö-halva
Halva på solrosfrö är populär i länderna i före detta Sovjetunionen samt i Bulgarien och Rumänien. Den görs på samma sätt som sesam-halva men sesampastan byts ut mot en pasta gjord på rostade solrosfrön.

### Vetemjöl-halva
Vetemjölbaserad halva finns i många länder men är speciellt populär i Iran, Turkiet och norra Indien. Den är vanligtvis ljus till mörkbrun i färgen och har en mjuk och saftig konsistens. Den tillagas genom att vetemjöl rostas i olja eller smör under omröring till önskad färg. En sockerlag smaksatt med saffran, kardemumma och rosenvatten tillsätts och blandningen kokas till en mjuk, bredbar konsistens. Den garneras ofta med hackade nötter.

### Mannagryn-halva
Mannagrynbaserad halva är vanlig i många länder. Den brukar vara beige till gyllene i färgen. Konsistensen varierar från mjuk och len till kompakt och smulig. Den görs genom att grynen rostas i matfett till önskad färg innan mjölk eller vatten med socker och smaksättningar tillsätts. Den kan smaksättas med kanel, kryddnejlika, kardemumma, saffran, honung och nötter som mandel och valnöt. Blandningen kokas till önskad konsistens.

### Rismjöl-halva
Halva på rismjöl liknar vetemjöl-halva både i konsistens och tillagningssätt men skiljer sig i smak och färg som brukar vara ljusare.

### Halva-vadd på vetemjöl
Det är en konfektyr som görs av tunna trådar av halva-smet på vetemjöl. En maskin gör tunna trådar av smeten som samlas kontinuerligt och sedan komprimeras. Resultatet är en halva med en lätt konsistens som påminner om en kompakt sockervadd. Halva-vadd på vetemjöl är vanlig i Iran, Turkiet och vissa länder i Centralasien.

### Halva-vadd på kikärtsmjöl
En version av spunnen halva som görs på kikärtsmjöl istället. Den tenderar att vara något tätare i konsistensen. Den är populär i norra Indien.

### Jordnöts-halva
Halva på jordnöt är vanlig Indien. Den görs på jordnötter som mals till mjöl, ghee, socker och smakämnen som till exempel kardemumma, saffran eller rosenvatten. En annan variant av jordnöts-halva görs på jordnötssmör som blandas en het sockerlag på 120 °C.

### Cashewnöt-halva
Cashewnöt-halva är en indisk konfektyr. Den görs på cashewnötter, mjölk, socker och ghee. Cashewnötter blötläggs i mjölk och mals sedan till en fin pasta i en matberedare tillsammans med mjölk. Blandningen kokas med ghee och socker tills den tjocknar och får en krämig och len konsistens.

### Dadel-halva
Dadel-halva är populär i arabiska länder, Indien och Iran. Den kan tillagas på flera olika sätt. Ett sätt är att koka dadlar med grädde och socker innan nötter tillsätts. Ett annat sätt, som är vanligt i Iran, är att rosta vetemjöl i matfett och sedan tillsätta färska mjuka dadlar och lite varmt vatten smaksatt med saffran och rosenvatten. Ett tredje sätt, som används i Indien, är att göra en puré av blötlagda dadlar  och tillaga den med ghee (skirat smör) och majsstärkelse löst i lite vatten.

### Mango-halva
En krämig halva från Indien som görs på mango, socker och kardemumma. Ingredienserna kokas ihop tills de bildar en len och tjock kräm.

### Morots-halva
Halva på morot är vanlig i Indien men förekommer även i Iran. Den har en mjuk konsistens och är gul eller orange i färgen. Den görs på riven morot som svettas i skirat smör (ghee) och kokas med mjölk, socker och kardemumma. Nötter, torkad frukt och saffran kan tilläggas.

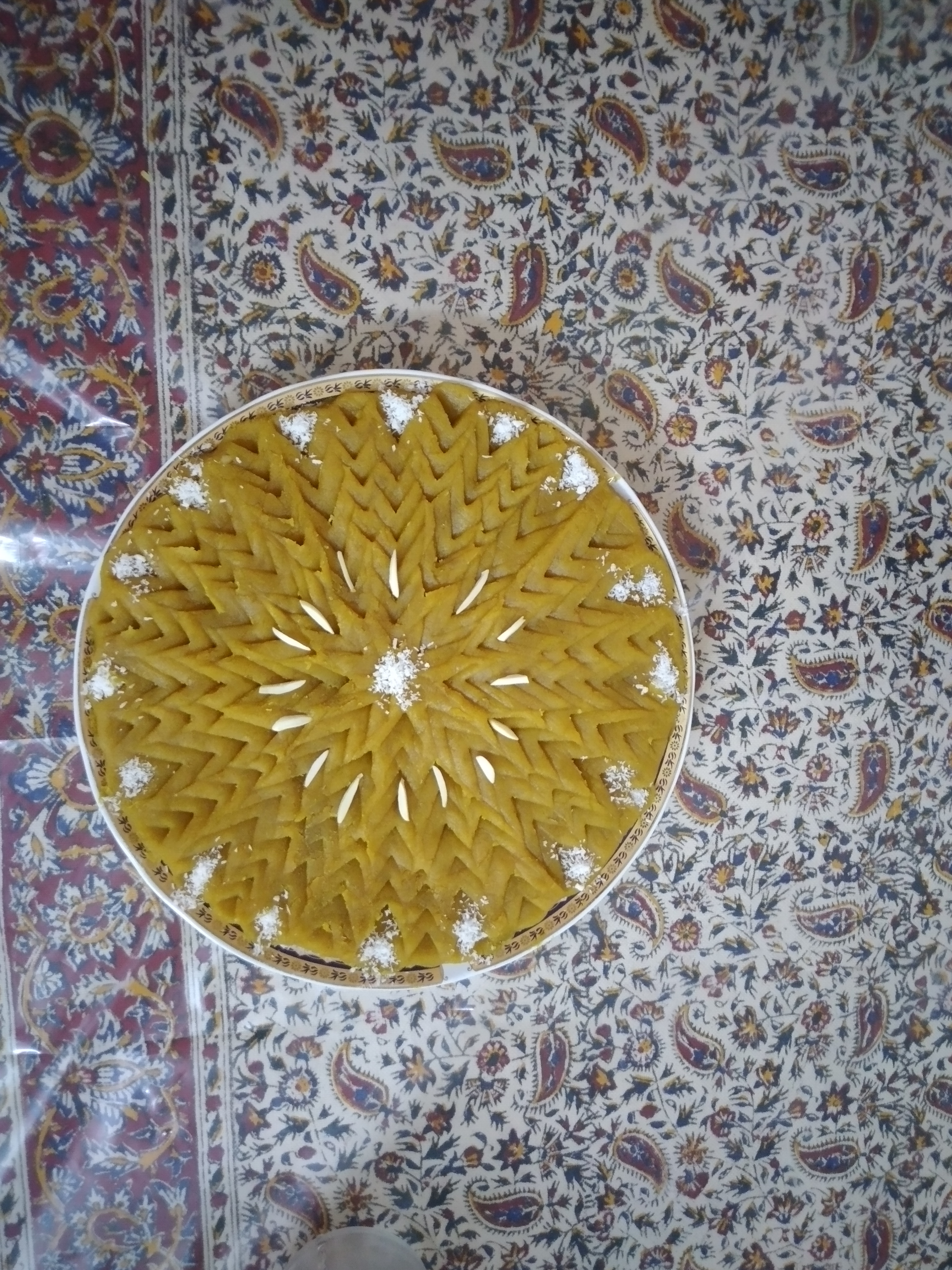
Vetemjöl-halva från Iran (halwa ardi).
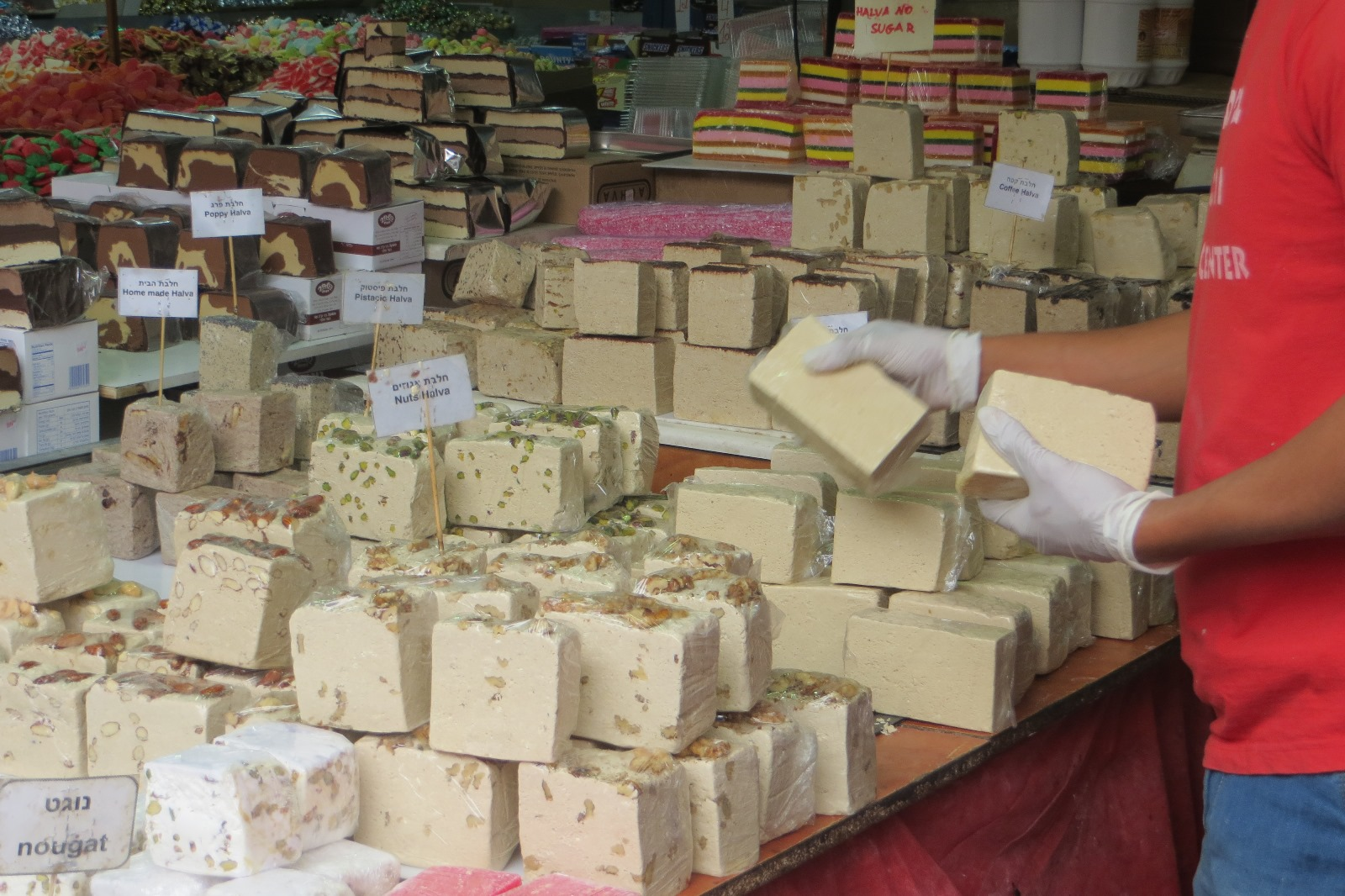
Sesam-halva i Israel (halvah).
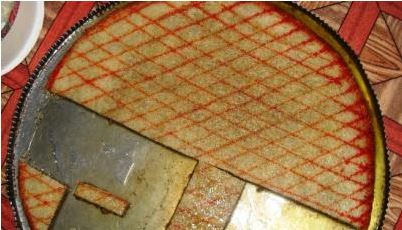
Azerbajdzjansk rismjöl-halva med hasselnöts-fyllning (sheki halva).
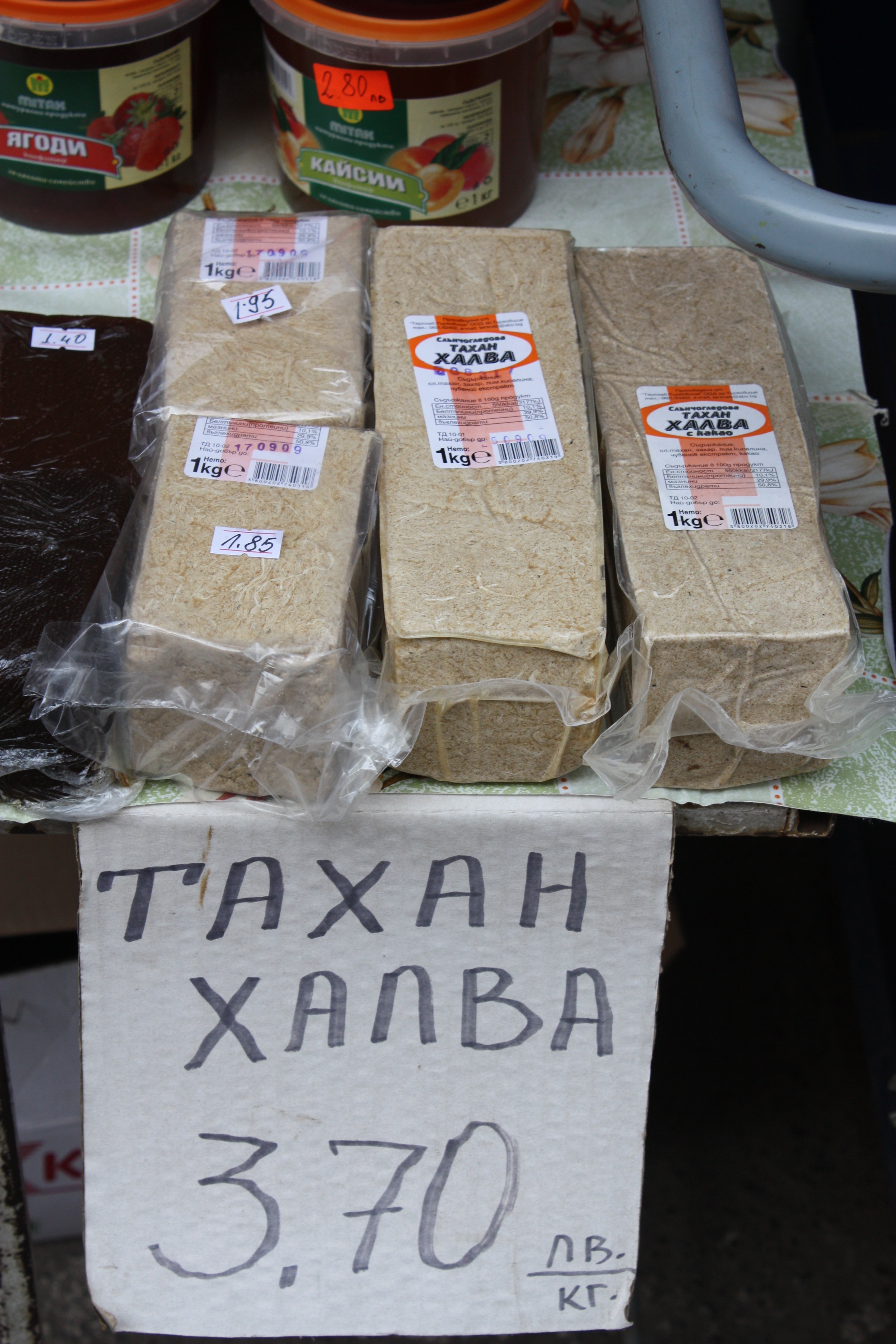
Sesam-halva från Bulgarien (tahan halva).